# Регион Мурсия (1833—1978)

Регионы Испании по реформе 1833.

Регион Мурсия был создан в результате административно-территориальной реорганизации Испании в 1833 году.
В состав нового региона вошли королевство Мурсия и департамент Рио-Сегура. Регион включал в себя две провинции: Альбасете и Мурсия.
С принятием новой конституции Испании в 1978 году было создано автономное сообщество Мурсия. Провинция Альбасете была передана в состав Кастилии — Ла-Манче, а сама Мурсия стала состоять из одной провинции с тем же названием.